# Mieczysław Halka-Ledóchowski
Mieczysław kardinál Halka-Ledóchowski (29. října 1822, Górki – 22. července 1902, Řím) byl arcibiskup poznaňsko-hnězdenský (v letech 1866 až 1886) a kardinál, který v letech 1892 až 1902 zastával funkci prefekta Kongregace de propaganda fide.

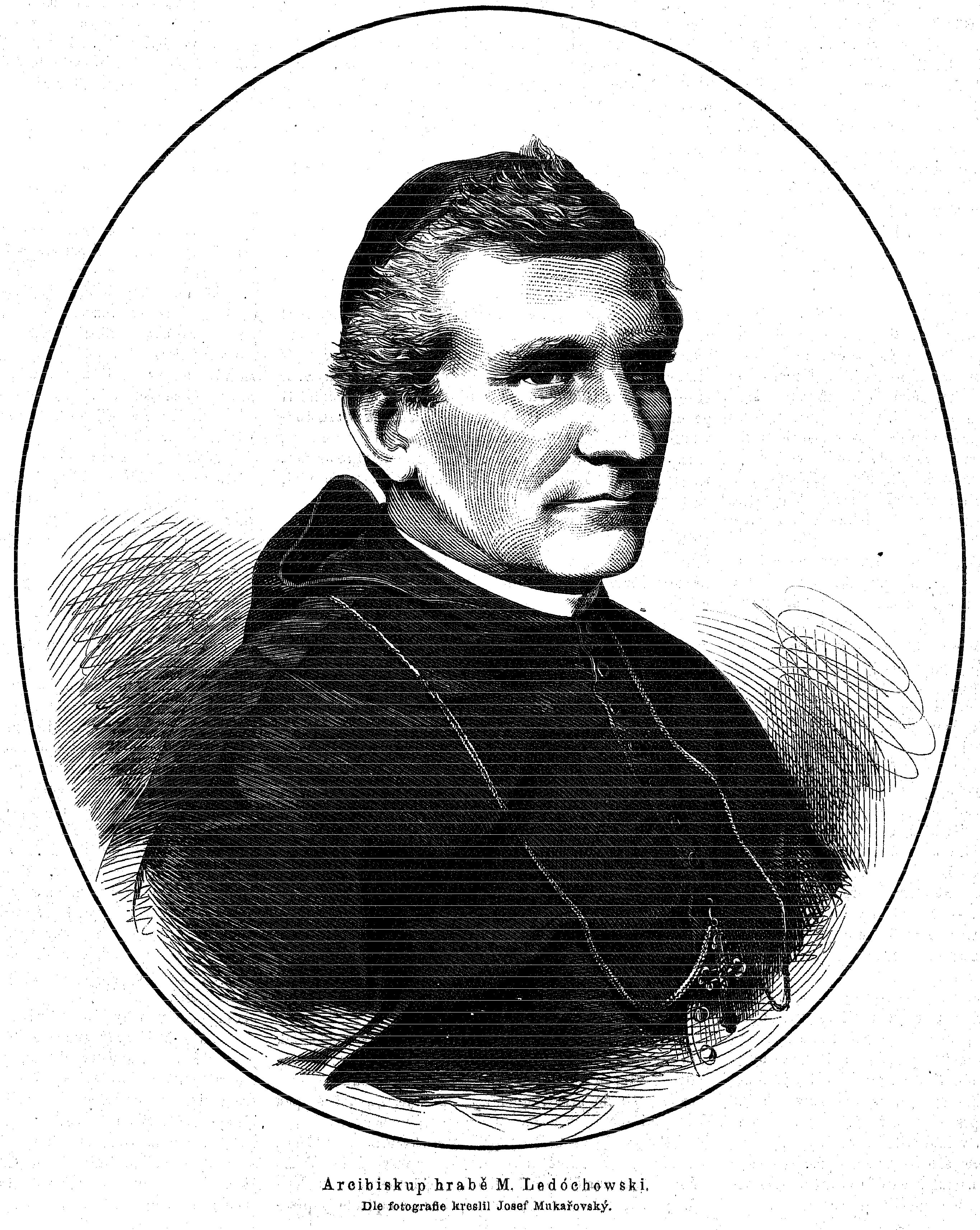
Mieczysław Halka-Ledóchowski

## Příbuzní
- synovec Zikmund Václav hrabě Halka-Ledóchowski (1861-1944, probošt Metropolitní kapituly u svatého Václava v Olomouci)
- synovec Włodzimierz Ledóchowski SJ (1866-1942, generální představený Tovaryšstva Ježíšova)
- neteř sv. Urszula Ledóchowska (1865-1939, zakladatelka Kongregace sester uršulinek Srdce Ježíše Umírajícího)
- neteř bl. Maria Teresa Ledóchowska (1863-1922, zakladatelka Kongregace sester misionářek sv. Petra Klawera)